# Iñaki Cañal
Iñaki Cañal García (Gijón, 30 de septiembre de 1997) es un deportista español que compite en atletismo, especialista en las carreras de velocidad. Ganó una medalla de plata en el Campeonato Mundial de Atletismo en Pista Cubierta de 2022, en la prueba de 4 × 400 m.

## Palmarés internacional
| Campeonato Mundial en Pista Cubierta | Campeonato Mundial en Pista Cubierta | Campeonato Mundial en Pista Cubierta | Campeonato Mundial en Pista Cubierta |
| Año                                  | Lugar                                | Medalla                              | Prueba                               |
| ------------------------------------ | ------------------------------------ | ------------------------------------ | ------------------------------------ |
| 2022                                 | Belgrado (Serbia)                    | Medalla de plata                     | 4 × 400 m                            |

## Resultados internacionales
| Representando a España | Representando a España                 | Representando a España | Representando a España | Representando a España | Representando a España |
| Año                    | Competición                            | Lugar                  | Posición               | Evento                 | Tiempo                 |
| ---------------------- | -------------------------------------- | ---------------------- | ---------------------- | ---------------------- | ---------------------- |
| 2015                   | Campeonato de Europa Junior            | Eskilstuna             | DSQ                    | 4 × 100 m              | --                     |
| 2022                   | Campeonato Mundial en Pista Cubierta   | Belgrado               | Medalla de plata       | 4 × 400 m              | 3:06.82                |
| 2022                   | Campeonato Iberoamericano              | La Nucía               | Medalla de plata       | 4 × 400 m              | 3:04.05                |
| 2022                   | Juegos Mediterráneos                   | Orán                   | 5.º                    | 400 m                  | 46.44                  |
| 2022                   | Campeonato del Mundo                   | Eugene                 | 18.º (sf.)             | 4 × 400 m mixto        | 3:06.14                |
| 2022                   | Campeonato de Europa                   | Múnich                 | 18.º (sf.)             | 400 m                  | 46.10                  |
| 2022                   | Campeonato de Europa                   | Múnich                 | 4.º                    | 4 × 400 m              | 3:00.54                |
| 2023                   | Campeonato Europeo en Pista Cubierta   | Estambul               | DNS (sf.)              | 400 m                  | 46.26                  |
| 2023                   | Campeonato Europeo por Equipos         | Chorzów                | 7.º                    | 400 m                  | 45.51                  |
| 2023                   | Campeonato Europeo por Equipos         | Chorzów                | 11.º                   | 4 × 400 m mixto        | 3:16.79                |
| 2023                   | Campeonato Mundial                     | Budapest               | 15.º (s.)              | 4 × 400 m              | 3:02.64                |
| 2024                   | Campeonato de Europa                   | Roma                   | 5.º                    | 4 × 400 m              | 3:01.44                |
| 2024                   | Juegos Olímpicos                       | París                  | 13.º (s.)              | 4 × 400 m              | 3:01.60                |
| 2025                   | Campeonato de Europa en Pista Cubierta | Apeldoorn              | 4.º                    | 400 m                  | 45.88                  |

1. ↑  45.83  en series
2. ↑  Marca en series; no corrió la semifinal por lesión